# Solución Barcelona

Solución de Barcelona: esquema operativo.

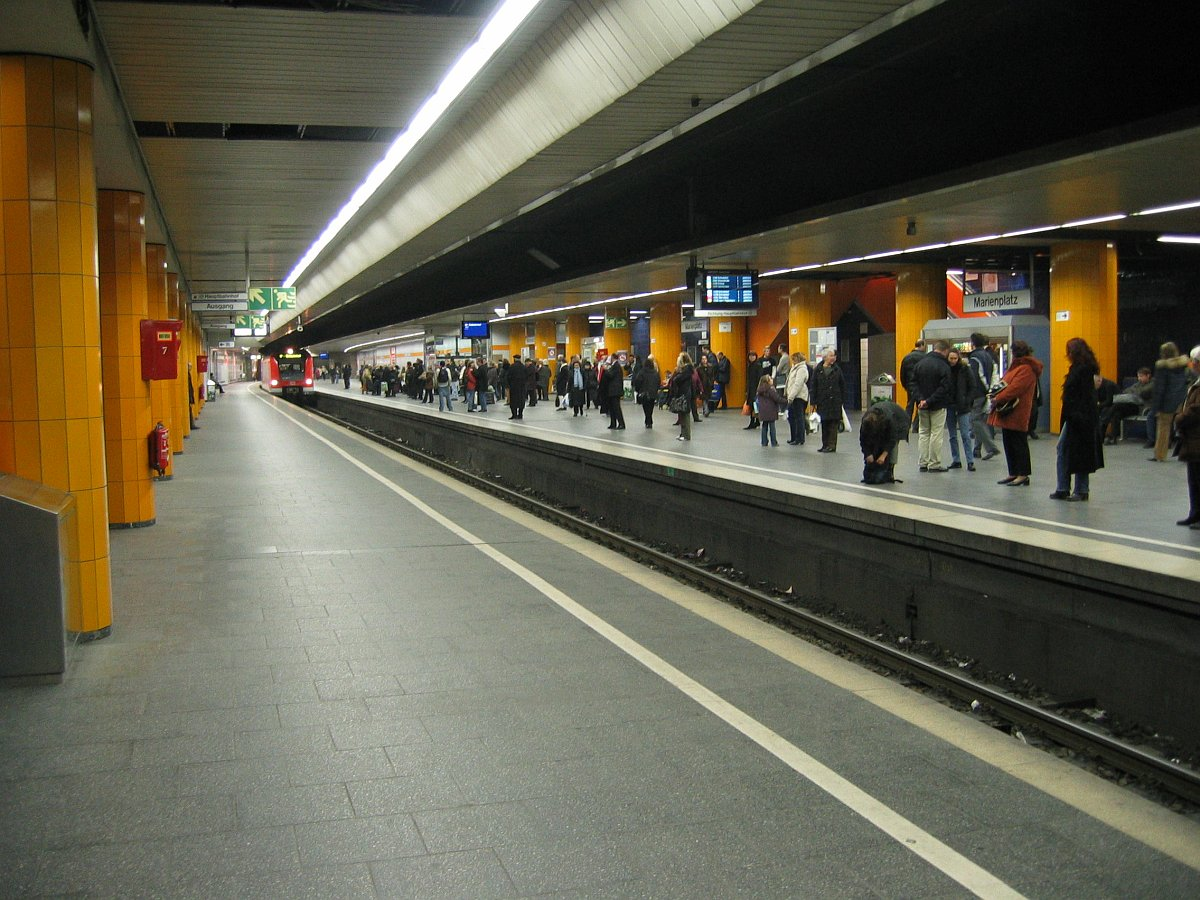
Estación de Marienplatz, Cercanías de Múnich.

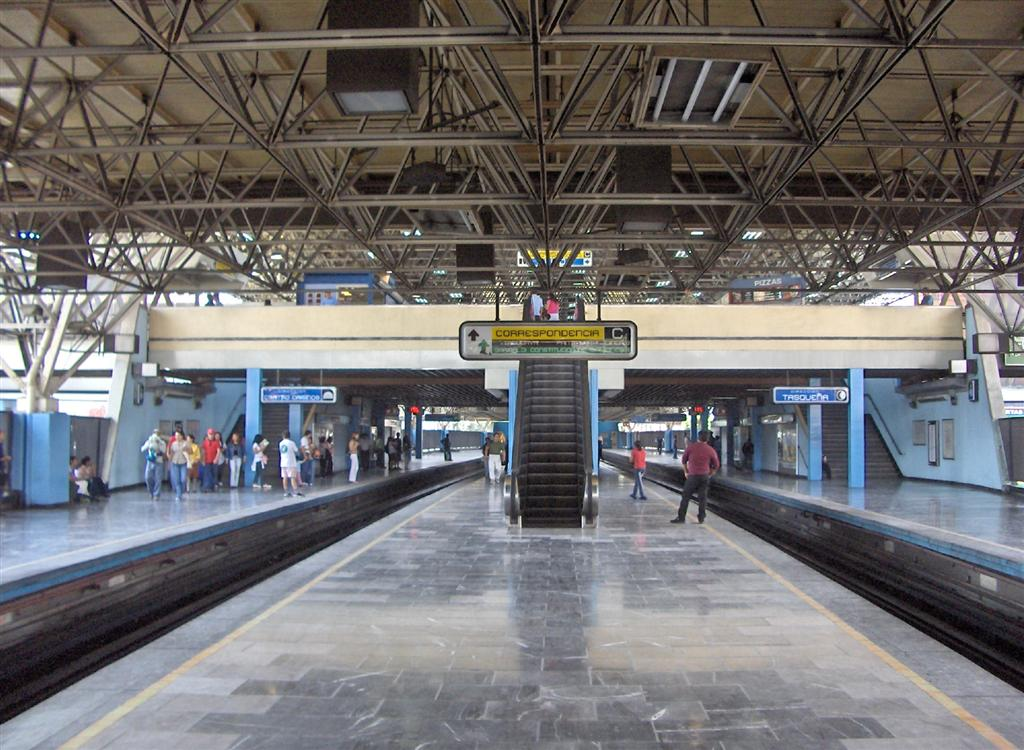
Estación Chabacano en la Línea 2 del Metro de la Ciudad de México.

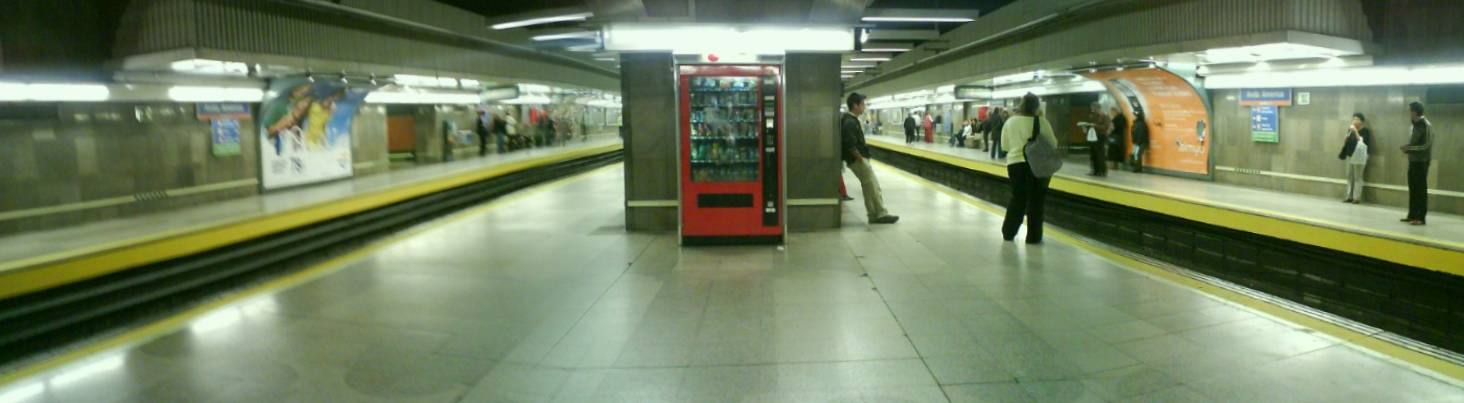
Estación de Avenida de América del Metro de Madrid, es un claro ejemplo.

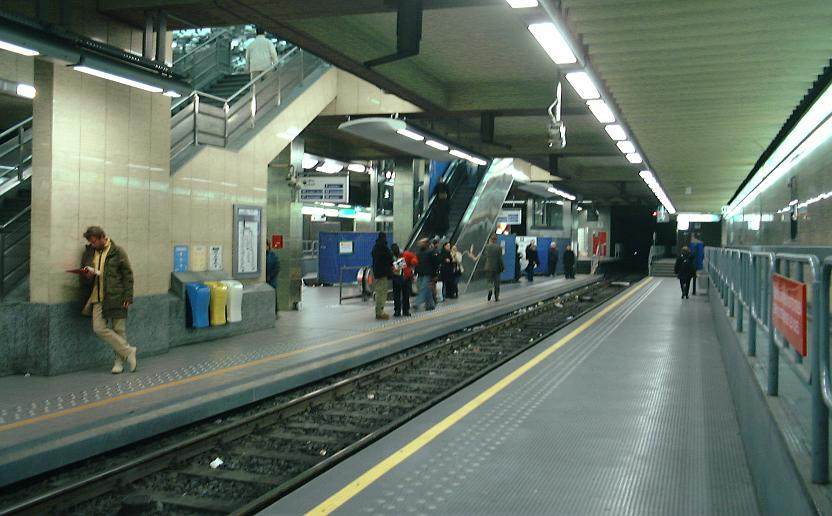
La solución de Barcelona usada en el sistema ferroviario de Bruselas, estación Rogier.

La solución Barcelona (también llamada solución española) es la operativa, principalmente usada en ferrocarriles metropolitanos, consistente en el uso de dos andenes simultáneamente para la operación de embarque y desembarque de un mismo tren para reducir el tiempo de operación en la estación y aumentar la velocidad comercial de las líneas; son necesarios 3 andenes, dos laterales y uno central entre vías.
Inicialmente se planteó esta solución para que los pasajeros debieran acceder por uno de los andenes al tren (básicamente desde el andén lateral) mientras que aquellos que deseasen bajar en dicha estación debieran hacerlo a través del andén central; existe la variación de permitir el uso de ambos andenes para el embarque y desembarque simultáneo, llegando a permitir el uso de todas las puertas del tren para dichas operaciones.
Esta operativa fue usada en el metro de Barcelona, España (localización geográfica de la cual provienen sus nombres) en los años 30, aunque fue ideada y puesta en práctica años atrás en 1912 en la estación de Park Street Under de la línea roja de MBTA en Boston.

## Aplicación de la solución Barcelona en la actualidad
El principal operador de metro de Barcelona, TMB, ha abandonado dicha operativa en la construcción de nuevas estaciones, remodelando algunas de las ya existente con los 3 andenes a solamente uno central de gran anchura, como la estación de la Sagrera. Actualmente está construyendo la nueva línea 9 con estaciones a dos niveles (un nivel para un andén y un sentido, el otro para el otro sentido) en parte de su recorrido.
La mayoría de las estaciones existentes con 3 andenes en Barcelona permiten el uso de cualquiera para el embarque y desembarque de los pasajeros siendo una excepción la Estación de Plaza de Cataluña de los Ferrocarriles de la Generalidad de Cataluña que aún emplea andenes solo para el embarque (laterales) y andenes para el desembarque (central). Al llegar a dicha estación, los trenes abren primero las puertas del andén central permitiendo el desembarque de los viajeros y, al cabo de unos segundos, permite la apertura de las puertas del andén lateral para el acceso de nuevo viajeros. 
La ciudad de Hong Kong ha reconstruido la estación terminal de Lo Wu con un sistema similar al que se señaló en la estación de Plaza de Cataluña. La estación Sé del metro de São Paulo es otro ejemplo reciente de dicha disposición de andenes en una estación.

### Otros ejemplos

#### Alemania
- Estaciones del S-Bahn de Múnich: Marienplatz, Karlsplatz, München Hauptbahnhof
- Estaciones del S-Bahn de Stuttgart: Pragsattel, Mineralbäder

#### Argentina
- Estaciones Constitución y Retiro de la Línea C del Subte de Buenos Aires.
- Estación Once

#### Australia
- Estación de Olympic Park, Sídney.

#### Malasia
- AeroTrain, Aeropuero internacional de Kuala Lumpur y la estación de Chan Sow Lin de la línea Ampang.

#### Canadá
- Dos estaciones del Toronto Transit Commission (TTC):
  - Sheppard line (ver )
  - Kennedy

#### Reino Unido
- Estación de Canary Wharf de Londres

#### Estados Unidos
- Estación de Five Points del MARTA, Atlanta.
- El Epcot, TTC (no debe ser confundido con el operador del metro de Toronto), y Magic Kingdom estaciones del Walt Disney World Monorail System

#### Bélgica
- Premetro, estaciones del tranvía de norte-sur Bruselas y la estación de la línea 2 Rogier

#### China
- La estación de Gongyuanqian en el metro de Cantón.
- La estación de Plaza de Tianfu en la línea 1 del metro de Chengdu.

España
- En el Metro de Madrid, varias estaciones tiene este esquema. Estas son Avenida de América (Líneas 6 y 7), Pacífico (Línea 6), Carabanchel (andén central en desuso), Casa de Campo (cabecera de la Línea 5), Estadio Metropolitano (solo se usa el andén central), Miguel Hernández, Oporto (Línea 6), Pinar de Chamartín (Cabecera de las Líneas 1 y 4, solo se usa el andén central). También lo tenía antiguamente la estación de Lago, pero debido al cambio de gálibo de su línea, se ha derribado el andén central.

#### México
- Algunas estaciones del Metro de la Ciudad de México, como Chabacano en las tres líneas, Bellas Artes (Línea 8), Salto del Agua (Línea 8), Garibaldi-Lagunilla (Línea 8) y la terminal Cuatro Caminos.
- La estación Estadio Azteca (estación) y la terminal Xochimilco del Tren Ligero de la Ciudad de México.

#### Venezuela
- Estación Caracas Libertador Simón Bolívar del Sistema Ferroviario Central.
- Estaciones Capuchinos y El Valle del Metro de Caracas.